# 바다와의 결혼식

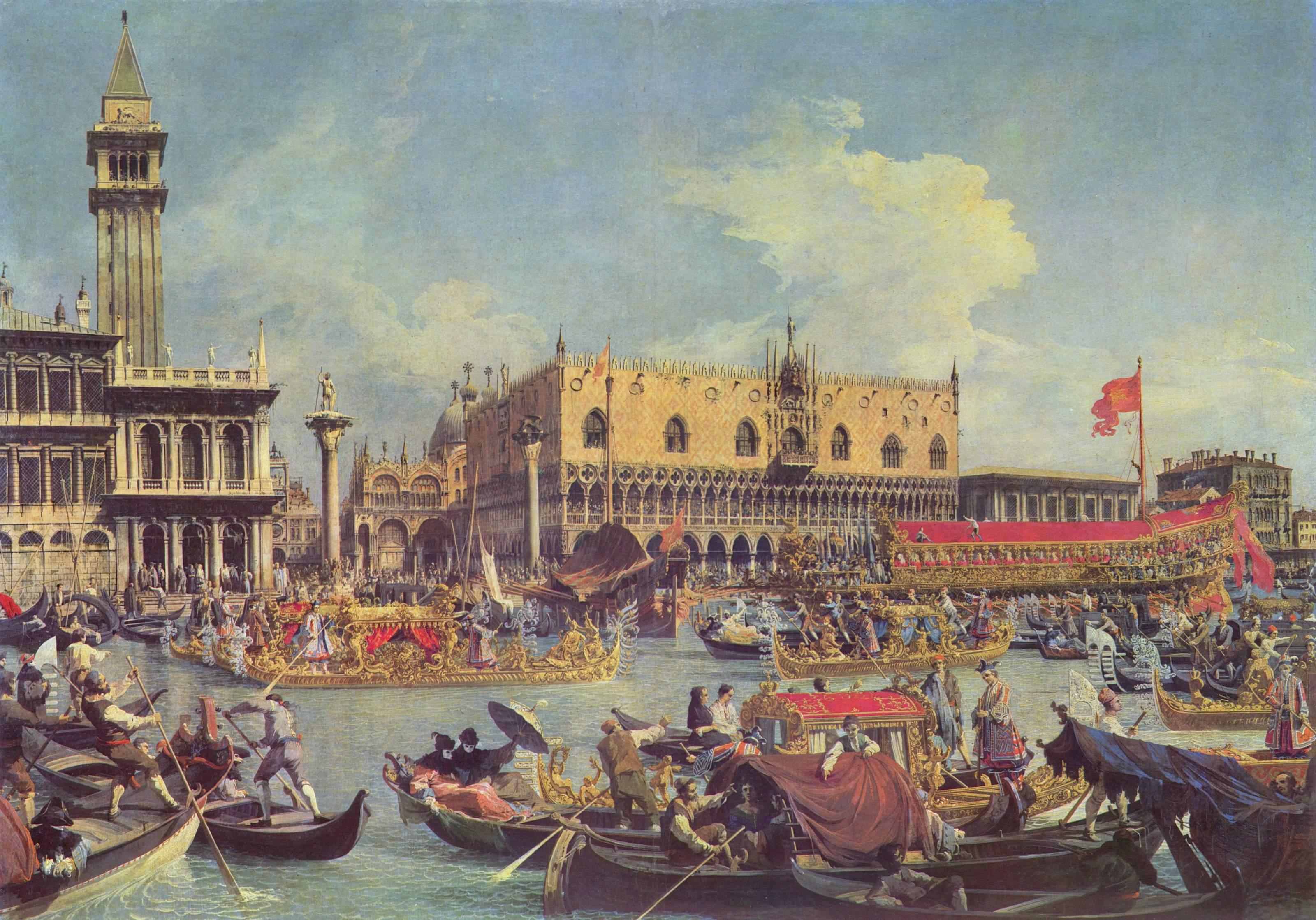
Il ritorno del Bucintoro nel Molo il giorno dell'Ascensione (주님 승천 대축일 부친토로의 부두 귀항, 1730) 카날레토 작(1697–1768). 같은 주제로 카날레토가 그린 Il Bucintoro al molo nel giorno dell'Ascensione (주님 승천 대축일 부두의 부친토로), 는 2005년 6월 6일 크리스티스 경매에서 비공개 입찰자가 1143만 파운드에 구매하였다.

바다와의 결혼식(이탈리아어: Sposalizio del Mare)은 베네치아 공화국의 해상 패권을 상징하는 의식이다. 이 의식은 1000년 무렵 도제 피에트로 오르세올로 2세가 달마티아를 정복한 것을 기념하기 위해 시작되었다. 매년 주님 승천 대축일에 도제가 탄 배를 앞세운 행렬이 리도 앞바다로 출항하여 바다와의 결혼식을 진행하였으며, 1311년부터는 의식용 선박인 부친토로가 건조되어 의식을 진행하였다. 기도자는 "바다를 항해하는 모든 사람들을 위하여 바다는 평온해질 것이다."라는 기도를 바치고 도제와 다른 사람들은 성수로 엄숙한 세례를 받는다. 그리고 성가대가 "Asperges me hyssopo, et mundabor" ("우슬초로 제 죄를 없애 주소서. 제가 깨끗해지리이다." – 시편 51:7).라는 노래를 부르면서 남은 성수는 바다에 뿌려진다. 교황 알렉산데르 3세는 1177년 베네치아가 신성 로마 제국 황제 프리드리히 1세에 대항하여 싸운 것에 대한 대가로 성사적인 의미를 부여하였다. 교황은 자신이 끼고 있던 반지를 도제에게 주어 매년 주님 승천 대축일에 바다로 던지게 하였다. 이후 의식은 화해와 속죄의 의미에서 결혼식의 형태로 변해갔다. 도제는 매년 라틴어 문구 "Desponsamus te, mare, in signum veri perpetuique domini" ("진실하고 영원한 주님의 증표로써 우리는 그대 바다와 결혼한다.")를 외치며 축성된 반지를 바다에 던져 베네치아와 바다는 떨어질 수 없는 관계임을 선언한다.
베네치아 공화국이 멸망하고 부친토로는 파괴되었지만, 바다와의 결혼은 오늘날에도 이어지고 있다. 매년 베네치아 시장이 작은 의식용 바지선 비소나 세레니시마 (Bissona Serenissima)를 타고 의식을 진행한다.

## 같이 보기
- 부친토로